# Reichstagswahlkreis Herzogtum Braunschweig 3

Die Wahlkreisaufteilung des Deutschen Reichs.

Der Reichstagswahlkreis Herzogtum Braunschweig 3 (in der reichsweiten Durchnummerierung auch Reichstagswahlkreis 363; auch Reichstagswahlkreis Holzminden-Gandersheim genannt) war der dritte Reichstagswahlkreis für das Herzogtum Braunschweig für die Reichstagswahlen im Deutschen Reich und im Norddeutschen Bund von 1867 bis 1918.

## Wahlkreiszuschnitt
Der Wahlkreis umfasste den Kreis Holzminden, den Kreis Gandersheim und den Amtsgerichtsbezirk Harzburg aus dem Kreis Wolfenbüttel.
| Jahr | Einwohner |
| ---- | --------- |
| 1890 | 103.110   |
| 1895 | 107.075   |
| 1900 | 112.746   |
| 1905 | 116.601   |
| 1910 | 118.727   |

|      | Landwirtschaft | Industrie und Gewerbe | Handel und Dienstleistungen |
| ---- | -------------- | --------------------- | --------------------------- |
| 1895 | 45,2           | 41,4                  | 13,4                        |
| 1907 | 40,4           | 44,2                  | 15,4                        |

|      | Evangelisch | Katholisch |
| ---- | ----------- | ---------- |
| 1890 | 97,4        | 1,8        |
| 1905 | 96,7        | 2,6        |
| 1910 | 96,8        | 2,4        |

## Abgeordnete
| Wahl                                        | Abgeordneter                         | Partei     | Bild |
| ------------------------------------------- | ------------------------------------ | ---------- | ---- |
| Reichstagswahl Februar 1867 bis August 1867 | Albert Schmid                        | NLP        | 0    |
| Reichstagswahl August 1867 bis 1868         | Friedrich Wilhelm Schnuse            | NLP        | 0    |
| Ersatzwahl 1869 bis 1878                    | Ferdinand Koch                       | NLP        | 0    |
| Ersatzwahl 1878 bis 1881                    | Franz August Schenk von Stauffenberg | NLP        |      |
| Ersatzwahl 1881 bis 1884                    | Max Weber                            | NLP        |      |
| Reichstagswahl 1884 bis 1887                | Wilhelm Baumgarten                   | DFP        | 0    |
| Reichstagswahl 1887 bis 1890                | Wilhelm Kulemann                     | NLP        | 0    |
| Reichstagswahl 1890 bis 1893                | August Schütte                       | DFP        | 0    |
| Reichstagswahl 1893 bis 1898                | Hugo Krüger                          | NLP        | 0    |
| Reichstagswahl 1898 bis 1903                | Richard Calwer                       | SPD        | 0    |
| Reichstagswahl 1903 bis 1912                | Kurd von Damm                        | unbestimmt |      |
| Reichstagswahl 1912 bis 1918                | Otto Antrick                         | SPD        |      |

## Wahlen

### 1867 (Februar)
Es fand nur ein Wahlgang statt. Die Zahl der gültigen Stimmen betrug 6299.
| Kandidat      | Partei | Stimmen | in % | Anmerkungen |
| ------------- | ------ | ------- | ---- | ----------- |
| Albert Schmid | NLP    | 5972    | 0    | 0           |

### 1867 (August)
Es fand nur ein Wahlgang statt. Die Zahl der gültigen Stimmen betrug 5924.
| Kandidat                  | Partei | Stimmen | in % | Anmerkungen |
| ------------------------- | ------ | ------- | ---- | ----------- |
| Friedrich Wilhelm Schnuse | NLP    | 5445    | 0    | 0           |

### Ersatzwahl 1869
Friedrich Wilhelm Schnuse legte das Mandat am 9. November 1868 nieder und es kam zu einer Ersatzwahl am 6. Januar 1869.
Es fand nur ein Wahlgang statt. Die Zahl der gültigen Stimmen betrug 4148.
| Kandidat       | Partei   | Stimmen | in % | Anmerkungen |
| -------------- | -------- | ------- | ---- | ----------- |
| Ferdinand Koch | NLP      | 4053    | 0    | 0           |
| 0              | Sonstige | 95      | 0    | 0           |

### 1871
Es fand ein Wahlgang statt. 16940 Männer waren wahlberechtigt. Die Zahl der abgegebenen Stimmen betrug 4495, 11 Stimmen waren ungültig. Die Wahlbeteiligung betrug 26,6 %.
| Kandidat       | Partei   | Stimmen | in % | Anmerkungen |
| -------------- | -------- | ------- | ---- | ----------- |
| Ferdinand Koch | NLP      | 4395    | 0    | 0           |
| 0              | Sonstige | 100     | 0    | 0           |

### 1874
Es fand ein Wahlgang statt. 18693 Männer waren wahlberechtigt. Die Zahl der abgegebenen Stimmen betrug 11872, 78 Stimmen waren ungültig. Die Wahlbeteiligung betrug 63,9 %.
| Kandidat       | Partei   | Stimmen | in % | Anmerkungen |
| -------------- | -------- | ------- | ---- | ----------- |
| Ferdinand Koch | NLP      | 8101    | 0    | 0           |
| W. Bracke      | S (Eis)  | 3752    | 0    | 0           |
| 0              | Sonstige | 19      | 0    | 0           |

### 1877
Es fand ein Wahlgang statt. 19192 Männer waren wahlberechtigt. Die Zahl der abgegebenen Stimmen betrug 10483, 101 Stimmen waren ungültig. Die Wahlbeteiligung betrug 55,1 %.
| Kandidat       | Partei   | Stimmen | in % | Anmerkungen |
| -------------- | -------- | ------- | ---- | ----------- |
| Ferdinand Koch | NLP      | 8294    | 0    | 0           |
| W. Bracke      | S        | 1854    | 0    | 0           |
|                | Kons     | 290     | 0    | 0           |
| 0              | Sonstige | 45      | 0    | 0           |

### 1878
Es fand ein Wahlgang statt. 20103 Männer waren wahlberechtigt. Die Zahl der abgegebenen Stimmen betrug 11792, 46 Stimmen waren ungültig. Die Wahlbeteiligung betrug 58,9 %.
| Kandidat             | Partei   | Stimmen | in % | Anmerkungen |
| -------------------- | -------- | ------- | ---- | ----------- |
| Rudolf von Bennigsen | NLP      | 9564    | 0    | 0           |
| W. Bracke            | S        | 392     | 0    | 0           |
| Baumgarten           | Kons     | 1808    | 0    | Oberamtmann |
| 0                    | Sonstige | 28      | 0    | 0           |

### Ersatzwahl 1878
Von Bennigsen nahm das Mandat nicht an, da er im Reichstagswahlkreis Provinz Hannover 19 gewählt worden war und es kam zu einer Ersatzwahl am 3. September 1878.
Es fand ein Wahlgang statt. 20103 Männer waren wahlberechtigt. Die Zahl der abgegebenen Stimmen betrug 11330, 26 Stimmen waren ungültig. Die Wahlbeteiligung betrug 56,4 %.
| Kandidat                             | Partei   | Stimmen | in % | Anmerkungen |
| ------------------------------------ | -------- | ------- | ---- | ----------- |
| Franz August Schenk von Stauffenberg | NLP      | 9154    | 0    | 0           |
| W. Bracke                            | S        | 35      | 0    | 0           |
| Baron Burkhard von Cramm             | DR       | 2109    | 0    | Oberamtmann |
| 0                                    | Sonstige | 32      | 0    | 0           |

### 1881
Franz August Schenk von Stauffenberg trat am 30. August 1880 aus der NLP-Fraktion aus und schloss sich der LibV an. Entsprechend stellte die NLP bei der Reichstagswahl 1881 einen anderen Kandidaten auf.
Es fand ein Wahlgang statt. 19551 Männer waren wahlberechtigt. Die Zahl der abgegebenen Stimmen betrug 10241, 46 Stimmen waren ungültig. Die Wahlbeteiligung betrug 52,6 %.
| Kandidat                             | Partei   | Stimmen | in % | Anmerkungen |
| ------------------------------------ | -------- | ------- | ---- | ----------- |
| Arthur Hobrecht                      | NLP      | 5140    | 0    | 0           |
| Franz August Schenk von Stauffenberg | LibV     | 5001    | 0    | 0           |
| 0                                    | Sonstige | 100     | 0    | 0           |

### Ersatzwahl 1881
Arthur Hobrecht nahm das Mandat nicht an, da er im Reichstagswahlkreis Regierungsbezirk Marienwerder 1 gewählt worden war und es kam zu einer Ersatzwahl.
Es fand ein Wahlgang statt. 19551 Männer waren wahlberechtigt. Die Zahl der abgegebenen Stimmen betrug 7935, 31 Stimmen waren ungültig. Die Wahlbeteiligung betrug 40,7 %.
| Kandidat     | Partei   | Stimmen | in % | Anmerkungen  |
| ------------ | -------- | ------- | ---- | ------------ |
| Max Weber    | NLP      | 5295    | 0    | 0            |
|              | F        | 43      | 0    | 0            |
| von Schwartz | Kons     | 2306    | 0    | 0            |
| Maigatter    | Kons     | 248     | 0    | Hoflieferant |
| 0            | Sonstige | 43      | 0    | 0            |

### 1884
Es fanden zwei Wahlgänge statt. 19726 Männer waren wahlberechtigt. Die Zahl der abgegebenen Stimmen betrug im ersten Wahlgang 10137, 26 Stimmen waren ungültig. Die Wahlbeteiligung betrug 51,5 %.
| Kandidat           | Partei | Stimmen | in % | Anmerkungen |
| ------------------ | ------ | ------- | ---- | ----------- |
|                    | RP     | 3497    |      | 0           |
| Wilhelm Baumgarten | DFP    | 4317    |      | 0           |
|                    | NLP    | 2110    |      | 0           |
|                    | SPD    | 145     |      | 0           |
|                    | W      | 43      |      | 0           |
| Sonstige           | 0      | 25      |      | 0           |

In der Stichwahl betrug die Zahl der abgegebenen Stimmen 12459, 33 Stimmen waren ungültig. Die Wahlbeteiligung betrug 63,3 %.
| Kandidat           | Partei | Stimmen | in % | Anmerkungen |
| ------------------ | ------ | ------- | ---- | ----------- |
|                    | RP     | 5247    |      | 0           |
| Wilhelm Baumgarten | DFP    | 7209    |      | 0           |

### 1887
Die Kartellparteien NLP, Konservative und RP unterstützten den nationalliberalen Kandidaten Kulemann.
Es fand ein Wahlgang statt. 20885 Männer waren wahlberechtigt. Die Zahl der abgegebenen Stimmen betrug 17216, 50 Stimmen waren ungültig. Die Wahlbeteiligung betrug 82,8 %.
| Kandidat         | Partei | Stimmen | in % | Anmerkungen |
| ---------------- | ------ | ------- | ---- | ----------- |
| Wilhelm Kulemann | NLP    | 10.610  |      | 0           |
|                  | DFP    | 6450    |      | 0           |
|                  | SPD    | 147     |      | 0           |
| Sonstige         | 0      | 9       |      | 0           |

### 1890
Die Kartellparteien NLP, Konservative und RP unterstützten erneut den nationalliberalen Kandidaten Kulemann.
Es fand ein Wahlgang statt. Die Zahl der Wahlberechtigten betrug 21.785. Die Zahl der abgegebenen gültigen Stimmen betrug 16.378, 56 Stimmen waren ungültig. Die Wahlbeteiligung belief sich auf 75,2 %.
| Kandidat         | Partei   | Stimmen | in %   | Anmerkungen |
| ---------------- | -------- | ------- | ------ | ----------- |
| August Schütte   | DFP      | 8434    | 51,7 % | 0           |
| Wilhelm Kulemann | NLP      | 5149    | 31,5 % | 0           |
|                  | SPD      | 2698    | 16,5 % | 0           |
|                  | Zentrum  | 29      | 0,2 %  | 0           |
| 0                | Sonstige | 12      | 0,1 %  | 0           |

### 1893
Die Kartellparteien NLP, Konservative und RP einigten sich diesmal auf Kreisdirektor Krüger.
Es fanden zwei Wahlgänge statt. Die Zahl der Wahlberechtigten betrug 17.710. Die Zahl der abgegebenen gültigen Stimmen betrug im ersten Wahlgang 15.724, 62 Stimmen waren ungültig. Die Wahlbeteiligung belief sich auf 72,4 %.
| Kandidat                                              | Partei   | Stimmen | in %   | Anmerkungen |
| ----------------------------------------------------- | -------- | ------- | ------ | ----------- |
| Carl Ludwig von Bar                                   | FVg      | 2041    | 13,0 % | 0           |
| Schmidt                                               | Kons     | 79      | 0,5 %  | 0           |
| Hugo Krüger                                           | NLP      | 7486    | 47,8 % | 0           |
| Richard Calwer                                        | SPD      | 5967    | 38,2 % | 0           |
| Werner Karl Friedrich Graf von der Schulenburg-Hehlen | W        | 69      | 0,4 %  | 0           |
|                                                       | W        | 230     | 1,2 %  | 0           |
| 0                                                     | Sonstige | 20      | 0,1 %  | 0           |

Die Zahl der abgegebenen gültigen Stimmen betrug in der Stichwahl 16.973, 108 Stimmen waren ungültig. Die Wahlbeteiligung belief sich auf 78,2 %.
| Kandidat       | Partei | Stimmen | in %   | Anmerkungen |
| -------------- | ------ | ------- | ------ | ----------- |
| Hugo Krüger    | NLP    | 10.639  | 63,1 % | 0           |
| Richard Calwer | SPD    | 6226    | 36,9 % | 0           |

### 1898
Die Kartellparteien NLP, Konservative und RP einigten sich diesmal auf den Landwirt Römer. Beide Parteien der Welfen einigten sich auf den „Altwelfen“ Graf von der Schulenburg. 
Es fanden zwei Wahlgänge statt. Die Zahl der Wahlberechtigten betrug 23.406. Die Zahl der abgegebenen gültigen Stimmen betrug im ersten Wahlgang 15.574, 61 Stimmen waren ungültig. Die Wahlbeteiligung belief sich auf 66,5 %.
| Kandidat                          | Partei   | Stimmen | in %   | Anmerkungen              |
| --------------------------------- | -------- | ------- | ------ | ------------------------ |
| Liebold                           | FVg      | 3441    | 22,2 % | Fabrikant aus Holzminden |
| Ludwig Römer                      | NLP      | 3827    | 24,7 % | Landwirt, MdL            |
| Richard Calwer                    | SPD      | 6430    | 41,4 % | 0                        |
| Werner von der Schulenburg-Hehlen | W        | 1785    | 11,5 % | 0                        |
| 0                                 | Sonstige | 30      | 0,2 %  | 0                        |

Welfen, DSP und Freisinniger Vereinigung unterstützten Römer in der Stichwahl.
Die Zahl der abgegebenen gültigen Stimmen betrug in der Stichwahl 17.156, 162 Stimmen waren ungültig. Die Wahlbeteiligung belief sich auf 73,3 %.
| Kandidat       | Partei | Stimmen | in %   | Anmerkungen |
| -------------- | ------ | ------- | ------ | ----------- |
| Römer          | NLP    | 8399    | 49,4 % | 0           |
| Richard Calwer | SPD    | 8595    | 50,6 % | 0           |

### 1903
Die Zusammenarbeit der Kartellparteien endete. Ursprünglich war der Oberamtmann Kreutz als Kartellkandidat vorgesehen, der BdL unterstützte aber den Kandidaten der DSP Brandis. Die NLP entschied sich dann, den welfischen Kandidaten Damm zu unterstützen, der erklärte, sich der Fraktion der NLP anzuschließen. Auch die Freisinnige Vereinigung und die Konservativen unterstützen Damm.
Es fanden zwei Wahlgänge statt. Die Zahl der Wahlberechtigten betrug 25.249. Die Zahl der abgegebenen gültigen Stimmen betrug im ersten Wahlgang 19.293, 109 Stimmen waren ungültig. Die Wahlbeteiligung belief sich auf 76,4 %.
| Kandidat       | Partei   | Stimmen | in %   | Anmerkungen         |
| -------------- | -------- | ------- | ------ | ------------------- |
| Brandis        | DR       | 3478    | 18,1 % | Dr. Oberamtsrichter |
| Richard Calwer | SPD      | 9330    | 48,6 % | 0                   |
| Kurd von Damm  | W        | 6255    | 32,6 % | 0                   |
| Karl Trimborn  | Zentrum  | 105     | 0,6 %  | 0                   |
| 0              | Sonstige | 16      | 0,1 %  | 0                   |

Vor der Stichwahl riefen auch DSP und BdL zur Wahl von Damm auf.
Die Zahl der abgegebenen gültigen Stimmen betrug in der Stichwahl 21.386, 136 Stimmen waren ungültig. Die Wahlbeteiligung belief sich auf 84,7 %.
| Kandidat       | Partei | Stimmen | in %   | Anmerkungen |
| -------------- | ------ | ------- | ------ | ----------- |
| Richard Calwer | SPD    | 8650    | 45,4 % | 0           |
| Kurd von Damm  | W      | 11.600  | 54,6 % | 0           |

### 1907
Damm wurde von einer breiten Koalition aus NLP, Konservativen, DSP, BdL und den beiden welfischen Parteien unterstützt.
Es fanden zwei Wahlgänge statt. Die Zahl der Wahlberechtigten betrug 26.273. Die Zahl der abgegebenen gültigen Stimmen betrug im ersten Wahlgang 22.537, 65 Stimmen waren ungültig. Die Wahlbeteiligung belief sich auf 85,8 %.
| Kandidat           | Partei   | Stimmen | in %   | Anmerkungen           |
| ------------------ | -------- | ------- | ------ | --------------------- |
| Keck               | FVg      | 3258    | 14,5 % | Pastor aus Herrhausen |
| Richard Calwer     | SPD      | 9364    | 41,7 % | 0                     |
| Kurd von Damm      | W        | 9703    | 45,2 % | 0                     |
| Matthias Erzberger | Zentrum  | 134     | 0,6 %  | 0                     |
| 0                  | Sonstige | 13      | 0,0 %  | 0                     |

Die Zahl der abgegebenen gültigen Stimmen betrug in der Stichwahl 23.377, 188 Stimmen waren ungültig. Die Wahlbeteiligung belief sich auf 89,0 %.
| Kandidat       | Partei | Stimmen | in %   | Anmerkungen |
| -------------- | ------ | ------- | ------ | ----------- |
| Richard Calwer | SPD    | 10.230  | 44,1 % | 0           |
| Kurd von Damm  | W      | 12.959  | 55,9 % | 0           |

### 1912
Pastor Keck wurde von NLP und FoVP als gesamtliberalem Kandidaten aufgestellt. Goldarbeiter Bielert wurde von den rechten Parteien unterstützt.
Es fand ein Wahlgang statt. Die Zahl der Wahlberechtigten betrug 27.306. Die Zahl der abgegebenen gültigen Stimmen betrug 24.034, 135 Stimmen waren ungültig. Die Wahlbeteiligung belief sich auf 88,0 %.
| Kandidat     | Partei   | Stimmen | in %   | Anmerkungen           |
| ------------ | -------- | ------- | ------ | --------------------- |
| Keck         | FoVP     | 5346    | 22,4 % | Pastor aus Herrhausen |
| Otto Antrick | SPD      | 12.323  | 51,5 % | 0                     |
| Bielert      | WVg      | 6213    | 26,0 % | Goldarbeiter          |
| 0            | Sonstige | 17      | 0,1 %  | 0                     |